# Fordova nadace
Fordova nadace (anglicky Ford Foundation) je soukromá nadace zaměřující se na podporu sociální spravedlnosti, lidských práv a ekonomických příležitostí. Založil ji v roce 1936 Edsel Ford se svým otcem Henrym a sídlí v New Yorku.
Původně byla nadace financována darem od Edsela Forda ve výši 25 000 dolarů. Po smrti obou zakladatelů, v roce 1947, nadace vlastnila 90 % akcií společnosti Ford Motor Company bez hlasovacího práva. V letech 1955–1974 nadace své podíly ve Ford Motor Company prodala a již nemá žádnou přímou vazbu na tuto společnost.
Nadace poskytuje granty prostřednictvím svého ústředí a mezinárodních poboček. Finanční fond nadace byl po mnoho let největším soukromým nadačním fondem na světě a stále patří mezi nejbohatší. Do roku 2000 poskytla Fordova nadace po celém světě půjčky a granty v hodnotě téměř 10 miliard dolarů. Během osmi desetiletí působení bylo  jejím posláním snižovat chudobu a nespravedlnost, posilovat demokratické hodnoty, podporovat mezinárodní spolupráci a rozvíjet lidské úspěchy. V rozpočtovém roce 2007 oznámila majetek v hodnotě přes 13 miliard dolarů a schválení grantů v hodnotě více než 600 miliónů dolarů.

## Historie
Henry Ford věnoval svému synovi Edselovi 25 000 dolarů v hotovosti na založení Fordovy nadace jako nezávislé, neziskové a nevládní organizace. Byla založena 15. ledna 1936 ve státě Michigan. V zakládací listině bylo uvedeno, že prostředky by měly být použity na „vědecké, vzdělávací a charitativní účely, vše pro veřejné blaho“. Byla to reakce na daňovou reformu z roku 1935, která zavedla 70% daň z velkého dědictví. Následujícího roku daroval Henry Ford nadaci 250 000 akcií společnosti Ford Motor Company bez hlasovacího práva.
Přibližně prvních 15 let působila nadace lokálně v Michiganu pod vedením členů rodiny Fordových a jejich spolupracovníků a podporovala mimo jiné nemocnici Henryho Forda, muzeum Henryho Forda v Dearbornu a Greenfield Village. Po smrti Edsela Forda v roce 1943 a Henryho Forda v roce 1947 se nadace stala vlastníkem 90 % akcií automobilky bez hlasovacího práva (akcie s hlasovacím právem si ponechala rodina Fordových) a celkový nadační majetek skupiny činil přibližně 474 milionů dolarů, což bylo v té době nejvíce v celé zemi. Vedení nadace převzal Henry Ford II (vnuk Henryho Forda), který se stal na několik desetiletí klíčovou postavou nadace, zastával funkci prezidenta, předsedy a člena správní rady a dohlížel na její přeměnu z místní detroitské organizace na národní a mezinárodní nadaci. Správní rada nadace odhlasovala v roce 1953 přesun nadace do New Yorku a v letech 1955–1974 se rozhodla diverzifikovat portfolio a postupně se zbavila značného podílu akcií společnosti Ford Motor Company.Tento odprodej umožnil společnosti Ford Motor stát se akciovou společností. Rodina Fordů se v nadaci angažovala až do roku 1976, kdy Henry Ford II odstoupil z představenstva. V únoru 2019 byl zvolen do správní rady nadace Henry Ford III (vnuk Henryho Forda II) a stal se tak prvním členem rodiny Fordů, který v ní působí od doby, kdy odstoupil jeho dědeček.

## Činnost
Nadace podporuje zejména následující oblasti
- mezinárodní záležitosti, zejména kontrolu populace, zmírnění nedostatku potravin a posílení demokratických hodnot
- komunikaci, zejména vzdělávací média
- humanitní vědy a umění
- komunitní rozvoj a životní prostředí

Počátkem padesátých let 20. století se nadace zavázala k rozsáhlým aktivitám na podporu světového míru, posílení demokracie a zlepšení vzdělání. Poskytla také finanční prostředky na vytvoření Rozhlasové a televizní dílny, což byl první náznak její trvalé podpory veřejnoprávní televize. V roce 1950 nadace zahájila svou mezinárodní činnost v Asii a na Blízkém východě, v roce 1958 rozšířila své působení do Afriky a o rok později do Latinské Ameriky. Většina projektů byla zaměřena na vzdělávání a rozvoj venkova. Nadace také podporovala Populační radu a výzkum v oblasti vysokoprodukčního zemědělství ve spolupráci s Rockefellerovou nadací. Na počátku šedesátých let se zaměřila na inovativní přístupy v oblasti zaměstnanosti a rasových vztahů. V sedmdesátých letech podporovala černošské vysoké školy a stipendia, péči o děti a pracovní školení pro ženy.
Na přelomu tisíciletí se grantové programy nadace sloučily do tří hlavních oblastí: budování kapitálu a rozvoj komunit (s podkategoriemi jako produktivita zemědělství, revitalizace komunit, mezinárodní ekonomika a rozvoj, hospodaření s půdou a vodou, sociální péče a těhotenství mladistvých); mír a sociální spravedlnost (zahrnující podkategorie jako přístup k sociální spravedlnosti a právním službám, občanská angažovanost, mezinárodní právo v oblasti lidských práv, filantropie, práva uprchlíků a migrantů a zahraniční politika USA); a vzdělávání, média, umění a kultura (zahrnující zachování, oživení a výklad kultury, vzdělávání, vědomosti a náboženství, média, umění a kulturu, a výuku a stipendia). V roce 1997 oznámila nadace svůj dosud největší projekt – vyčlenění 50 milionů dolarů na navýšení mezinárodních grantů a programů na pomoc lidem, aby se naučili  pomáhat si sami.

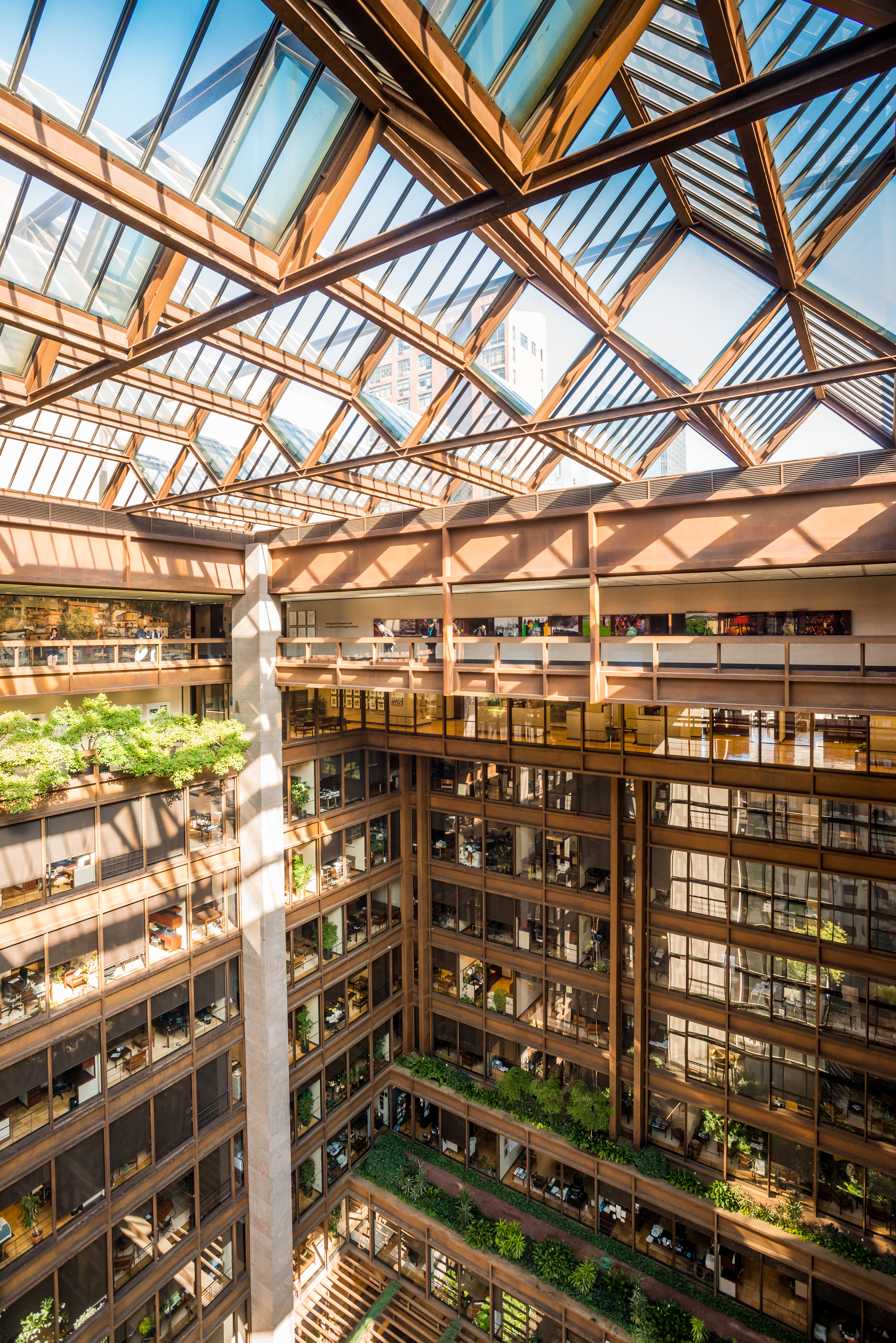
Interiér sídla nadace

Do roku 2000 poskytla Fordova nadace po celém světě půjčky a granty v hodnotě téměř 10 miliard dolarů skupinám a jednotlivcům na vytvoření politických, ekonomických a sociálních systémů, které podporují mír, blahobyt lidí a udržitelnost životního prostředí. Její diverzifikované portfolio je spravováno tak, aby poskytovalo trvalý zdroj podpory pro programy a činnost nadace po celé 21. století. Nadace má pobočky v Pekingu, Bangkoku, Káhiře, Hanoji, Jakartě, Johannesburgu, Lagosu, Manile, Mexico City, Nairobi, Novém Dillí, Rio de Janeiru, Moskvě, Santiagu de Chile a Windhoeku v Namibii.

### Centrum Fordovy nadace pro sociální spravedlnost
Budova Fordovy nadace pro sociální spravedlnost v New Yorku (původně Ford Foundation Building), dokončená v roce 1968 firmou Roche-Dinkeloo, byla první velkou architektonickou stavbou v zemi, která věnovala podstatnou část svého prostoru zahradnickým aktivitám. Atrium budovy bylo navrženo tak, aby městská zeleň byla přístupná všem, a je příkladem aplikace environmentální psychologie v architektuře. Budova na Manhattanu byla v roce 1968 oceněna časopisem Architectural Record jako „nový druh městského prostoru“. Tuto koncepci návrhu použili i další architekti u mnoha krytých nákupních center a mrakodrapů postavených v následujících desetiletích. Newyorská komise pro ochranu památek označila budovu v roce 1997 za architektonickou památku.